# Velvet Revolver
Velvet Revolver és un grup estatunidenc de hard rock format per Slash, Duff McKagan, Matt Sorum i Dave Kushner, la majoria dels quals són ex-membres de Guns N' Roses

## Membres

### Actuals
- Slash - Guitarra solista (2002 - 2012)
- Dave Kushner- Guitarra rítmica (2002 - 2012)
- Duff McKagan - Baix (2002 - 2012)
- Matt Sorum - Bateria (2002 - 2012)

### Ex-membres
- Scott Weiland - Veu, teclats (2003 - 2008, 2012, mort el 2015)

## Discografia

### Àlbums
- Contraband (2004)
- Libertad (2007)

### Senzills
| Any  | Títol                       | Posició      | Posició          | Posició              | Posició          | Àlbum                                 |
| Any  | Títol                       | U.S. Hot 100 | U.S. Modern Rock | U.S. Mainstream Rock | UK Singles Chart | Àlbum                                 |
| ---- | --------------------------- | ------------ | ---------------- | -------------------- | ---------------- | ------------------------------------- |
| 2003 | «Set Me Free»               | −            | 32               | 17                   | −                | Contraband                            |
| 2004 | «Slither»                   | 56           | 1                | 1                    | 35               | Contraband                            |
| 2004 | «Fall To Pieces»            | 67           | 2                | 1                    | 32               | Contraband                            |
| 2005 | «Dirty Little Thing»        | −            | 18               | 8                    | −                | Contraband                            |
| 2005 | «Come On, Come In»          | −            | −                | 14                   | −                | Banda sonora de Els quatre fantàstics |
| 2007 | «She Builds Quick Machines» | 104          | 14               | 2                    | −                | Libertad                              |
| 2007 | «The Last Fight»            | −            | −                | 16                   | −                | Libertad                              |

### EPs
- Melody and the Tyranny (2007, EP limitat a 5.000 còpies a Europa)